# Euproctis melanorrhanta
Euproctis melanorrhanta är en fjärilsart som beskrevs av Turner 1931. Euproctis melanorrhanta ingår i släktet Euproctis och familjen tofsspinnare. Inga underarter finns listade i Catalogue of Life.